# Biblioteca Central de Barcelona
La Biblioteca Central de Barcelona és un projecte de biblioteca pública a la ciutat de Barcelona, llargament reivindicat pel sector i que actualment es troba en fase de planificació. Es preveu que sigui construïda en un solar proper a l'Estació de França de Barcelona. El projecte s'ubicaria en un terreny cedit per l'Ajuntament de Barcelona, finançat pel Ministeri de Cultura i gestionat per la Generalitat de Catalunya. Es preveu que quan s'edifiqui sigui la central de la xarxa de biblioteques de Barcelona.

## Història
El sector bibliotecari de Barcelona ha reclamat històricament una Biblioteca Provincial o una Biblioteca Central, com tenen d'altres capitals com Tarragona amb la Biblioteca Pública de Tarragona o Lleida amb la Biblioteca Pública de Lleida. O més recentment Girona amb la Biblioteca Carles Rahola. Reclamen un espai que faci de biblioteca central de la ciutat i alhora de la capital de Catalunya.

### Mercat del Born
Des de finals del segle XX s'han proposat diversos espais o edificis, entre els quals destaquen les Galerias Preciados, el Mercat del Born el solar de l'Estació de França. L'any 2002 es van començar obres per instal·lar-hi la Biblioteca Provincial de Barcelona a l'antic Mercat del Born, però van aparèixer les restes de la ciutat medieval i moderna. Es va optar per conservar les restes i traslladar el projecte de la biblioteca a un altre indret, tot i l'oposició del moviment veïnal.

### Estació de França
El 2010 la llavors Ministra de Cultura, Ángeles González-Sinde va presentar a Barcelona una nova proposta de biblioteca al barri de la Ribera, a toca de l'Estació de França. Es tractava d'un projecte de 37,4 milions d'euros que havia de començar a ser construït durant el 2012, previ enderroc dels edificis afectats. El concurs va ser guanyat per l'empresa Nitidus Arquitectes i Serveos d'Arquitectura Betarq, liderada per Josep Maria Miró i Gellida.
Aquest projecte proposa un edifici repartit en tres grans blocs decreixents, amb una superfície total de 18.000 m², que el convertiria en la biblioteca més gran de l'Estat espanyol. L'edifici més petit donaria a l'avinguda del Marquès de l'Argentera. Es preveu que l'edifici doni molta importància a la llum natural, tingui diversos accessos i a la part posterior tingui una zona porxada i una sala d'actes i un mirador des d'on es puguin veure les restes arqueològiques del Baluard de Migdia. El solar és propietat de l'Ajuntament de Barcelona.
El febrer de 2016 es van reunir el llavors secretari d'Estat de Cultura en funcions, José Maria Lassalle, el director general de Belles Arts, Miguel Ángel Recio, el tinent d'alcalde Jaume Asens i la delegada de Cultura de l'Ajuntament de Barcelona, Berta Sureda. En aquesta reunió el Ministeri va proposar el nom de Carme Balcells i Segalà com a possible nom de la futura biblioteca.
El desembre del mateix any el nou secretari d'estat de cultura, Fernando Benzo, va exposar que l'envergadura del projecte en feia difícil l'execució: "No es tracta de renunciar-hi però cal veure l'evolució de l'economia".
El 2017, però, les obres encara no havien començat, i el Ministeri proposava programar el projecte en tres fases per intentar assumir els 40 milions d'euros pressupostats per a la seva edificació. Si aquest projecte per fases s'aprova finalment, seran necessaris 70 mesos de construcció, en comptes dels 40 inicials, pel que s'estimaria una inauguració pel 2024. En una reunió entre el Ministeri i l'Ajuntament de Barcelona l'abril de 2017, s'anuncià que el projecte s'aparcava fins a poder adaptar-ho a la situació pressupostària actual.

### Nova presentació del projecte
El setembre de 2022 es va tornar a presentar el projecte, en un acte a l'Estació de França que va comptar amb la presència la consellera de Cultura del Govern de Catalunya, Natàlia Garriga; el ministre de Cultura del Govern espanyol, Miquel Iceta; el tinent d'alcaldia de Cultura, Educació, Ciència i Comunitat de l'Ajuntament de Barcelona, Jordi Martí, i l'arquitecte Josep Maria Miró i Gellida.
Es preveu que la demolició de l'edifici annex a l'Estació de França tingui lloc en els propers mesos i que la construcció comenci el 2023, segons el calendari acordat el desembre passat per la Comissió de Seguiment, integrada per la Generalitat de Catalunya, el govern de l’Estat i l’Ajuntament de Barcelona. El nou edifici comptarà amb una inversió de 55 milions d’euros i tindrà una superfície de 16.000m2 útils i capacitat per acollir 600.000 volums.
En total, el Ministeri de Cultura i Esport destinarà 55 milions d’euros al projecte. D’aquests, 1.129.542 euros procedents dels Pressupostos Generals de l’Estat de 2022 es destinaran a les tasques prèvies de demolició, i 283.888 euros s'invertiran en l’actualització del projecte existent per a la seva adaptació, tant a les noves necessitats de la biblioteca com a les noves normatives en matèria energètica i tecnològica i la adequació als preus de mercat actuals.